# Joseph Gabrielli
Joseph Gabrielli, né le 10 février 1894 à Pietraserena en Corse et mort le 14 juin 1915 à Colincamps ou Hébuterne dans le Pas-de-Calais, est un soldat de 2e classe au 140e RI, connu pour avoir été fusillé pour l'exemple pendant la Première Guerre Mondiale. 
Il a été réhabilité en 1933,.

## Biographie
Joseph Gabrielli est né le 10 février 1894 à Pietraserena (Corse). Il est le second fils de Jules Paul Gabrielli et de Présilia Giannoni. Il a deux sœurs et deux frères. Il exerce le métier de berger et est célibataire. Il est incorporé au 140e RI de Grenoble le 18 septembre 1914.

### La bataille d’Hébuterne
L’affaire Gabrielli s’inscrit dans le cadre de la bataille d'Hébuterne qui se déroule du 7 au 13 juin 1915 durant la seconde bataille de l'Artois. Le 6 juin le 140e RI reçoit l’ordre de se porter sur ses places de rassemblement au Sud-Est d’Hébuterne, près de la ferme de Toutvent. Il est en place le 7 juin à deux heures. L’attaque se déclenche alors mais le régiment n’est pas encore engagé. Il ne montera à l’assaut que le lendemain. Le 8 juin à 5 h 50 ordre est donné à la 6e compagnie (à laquelle appartient Gabrielli) de transporter des outils de parc et de l’eau au 75e RI en avant de la ferme de Toutvent. Le 140e RI va livrer de durs combats et subir de lourdes pertes les 8, 9 et 10 juin. Les jours suivants il va repousser les contre-attaques ennemies et consolider ses positions. Il sera relevé le 15 juin 1915.

### L'arrestation
Le 13 juin 1915 à 16 h 10, l'aspirant Desvignes du 11e Génie aperçoit un soldat dissimulé dans une cave de Colincamps. Il dit s'appeler Joseph Gabrielli du 140e RI et ne peut fournir d'explications sur sa présence en ce lieu. Il déclare toutefois se trouver là depuis deux jours. Il n'a pas de papiers, ni sac ni fusil, mais possède toujours sa baïonnette et ses cartouches. Le 13 juin 1915 à 18 h il est interrogé par les gendarmes. Selon le procès-verbal d’interrogatoire il aurait déclaré : « mon régiment est entré dans les tranchées dans la nuit du 6 au 7. Depuis cette date j'ai pris part à plusieurs combats. Dans la nuit du 12, ma compagnie a été désignée pour une attaque. J'y ai assisté avec mes camarades, mais à la fin du combat je me suis trouvé isolé de ma compagnie. Je suis rentré dans les tranchées mais ne voyant aucun homme de mon régiment je suis parti sans savoir où j'allais. Je suis arrivé à Colincamps le 12 courant vers 3 heures. J'ai recherché ma compagnie en vain. C'est alors que l'idée m'est venue de descendre dans une cave où je suis resté deux jours. J'ai abandonné mon fusil et mon sac dans les tranchées »[réf. nécessaire]. Les gendarmes notent qu'il ne sait pas signer.
Ils le remettent au Lieutenant Reynard du 140e RI. Le 13 juin à 19 h 45, ce dernier le confie au sergent Pêcheur, qui fait le ravitaillement du jour, avec ordre de le confier en arrivant à Hébuterne au Lieutenant Chantelat.
Le 14 juin 1915 le Capitaine Vidon, commandant la 6e Compagnie du 140e RI à laquelle était affecté Gabrielli, rédige le rapport suivant : « Le soldat Gabrielli a disparu de sa compagnie dans la matinée du 8 juin et a été signalé par son caporal d'escouade comme manquant à l'appel. Dans la même journée des militaires de la compagnie faisant le service de ravitaillement ont attesté avoir vu le soldat Gabrielli au poste de secours du bataillon. Ce militaire a donc été considéré comme ayant abandonné son poste, sans prévenir personne, dès le jour de l'arrivée près l'ennemi et au moment où sa compagnie allait entrer dans l'action. Depuis le 9 juin le soldat Gabrielli n'a plus paru à la compagnie. Il a été parait-il trouvé caché dans une cave d'Hébuterne et ramené par la gendarmerie. D'après une enquête faite auprès de ses camarades de combat, de son caporal d'escouade Bonthoux et de son chef de section le sergent Velay, il résulte que le soldat Gabrielli est considéré comme un pauvre d'esprit, élevé à l'état sauvage, illettré et incapable de tenir sa place dans le rang pour le combat. C'est bien d'ailleurs l'impression du Commandant de la compagnie qui avait souvent remarqué ce maladroit dans le rang. Le caporal Bonthoux et le soldat Domnèche sont témoins et pourront fournir à son sujet tous les renseignements complémentaires. »[réf. nécessaire]

### Le Conseil de Guerre Spécial
Au vu des faits exposés dans le rapport du Capitaine Vidon, estimant que ceux-ci constituent le crime « d'abandon de poste en présence de l'ennemi », crime prévu par l'article 213 du Code de Justice Militaire, le Lieutenant-Colonel Goubeau commandant le 140e RI ordonne la convocation d'un conseil de guerre spécial pour le 14 juin à vingt heures.
Lors du conseil de guerre, présidé par le Commandant Poussel, il est procédé à un nouvel interrogatoire de Gabrielli. Il dit ne plus se souvenir du jour et du motif pour lequel il a quitté sa compagnie. Il avance comme explication le choc provoqué par un obus qui aurait éclaté près de lui. Il dit être resté trois jours absent, avoir cherché sa compagnie mais sans succès. Il ajoute n'être resté qu'une nuit seulement dans la cave où il a été trouvé. Le tribunal souligne les contradictions d'emploi du temps : « pourquoi avoir dit aux gendarmes avoir quitté votre poste le 12 alors qu'en réalité vous êtes porté manquant depuis le 8 au matin ? ». Il répond : « les gendarmes ne m'ont pas compris ». Le tribunal insiste sur la discordance des dates : « pourquoi avoir dit être resté absent trois jours alors que vous êtes porté manquant depuis le 8 au matin et que vous avez été retrouvé le 13 juin à 18 heures, c'est-à-dire six jours après ? ». Réponse : « Je ne peux pas m'expliquer ». Il signe d’une croix le procès-verbal d’interrogatoire.
Dans ses notes d'audience le greffier rapporte que « sur demande du Président, l'accusé déclare seulement que le 8 juin, il a été effrayé par un éclat d'obus et qu'il ne se souvient plus de rien. » Il ajoute que le caporal Bonthoux et le soldat Domnèche témoignent que Gabrielli a disparu de sa compagnie dans la matinée du 8 juin.
Le commissaire du gouvernement, déclarant que l'accusation d'abandon de poste en présence de l'ennemi est fondée, requiert la peine de mort en vertu de l'article 213 du Code de Justice Militaire.
Le défenseur est le soldat Louis Depommier, cycliste du bataillon et avant la guerre avocat au barreau d'Annecy. Il a été commis d'office une heure seulement avant le procès. Il plaide l'atténuation de responsabilité du fait « de la faiblesse d'esprit » de l'accusé. Il cite comme témoins à décharge le caporal Bonthoux et le soldat Domnèche qui déclarent « que ce soldat est considéré comme un pauvre d'esprit, plutôt sauvage ». Également cité, le Capitaine Vidon vient confirmer que Gabrielli est un « minus habens, complètement illettré »[réf. nécessaire].
Après délibération le tribunal condamne, à la majorité de deux voix contre une, Joseph Gabrielli à la peine de mort et aux frais envers l’État, en application des articles 213 et 139 du Code de Justice Militaire. L'ordre d’exécution est immédiatement signé par le Lieutenant-Colonel Goubeau.

### L'exécution
Le 14 juin à vingt et une heures (dont pas plus d'une heure après le début du procès et le lendemain de son arrestation), le soldat Gabrielli est passé par les armes. Dans une lettre datée du 31 octobre 1929, le défenseur Louis Depommier, qui assistait à l’exécution, en relate le déroulement : « Gabrielli affolé courait devant les fusils criant : « Maman, Maman, je ne veux pas mourir ! ». Il se cramponnait convulsivement tantôt à l’aumônier tantôt à moi. Il a fallu planter un poteau sur la tranchée de deuxième ligne pour l'y ligoter. Cela a duré une demi-heure. Les hommes du peloton d’exécution étaient terriblement émus. Un seul être demeurait impassible, c'était le Commandant Poussel. Après le coup de grâce cet officier m'a dit : « voilà une mort qui épargnera bien des vies humaines ». J'ai répondu : « vous avez mon commandant une étrange conception de la justice et vous venez d'assumer une bien effroyable responsabilité devant Dieu » »[réf. nécessaire].

## La première demande de révision du jugement
Le 2 septembre 1926 Maître André Berthon, avocat de la famille Gabrielli, sollicite auprès du Ministre de la Guerre la révision du jugement en vertu de l'article 20 de la loi du 29 avril 1921. Il invoque deux motifs : « Joseph Gabrielli était un simple d'esprit, illettré, incapable de se faire comprendre et de s'exprimer en français ». Dans ces conditions il lui était donc impossible de se défendre devant les juges. Par ailleurs il cite un témoin qui relate les faits suivants : Gabrielli, malade, se serait présenté à la visite du médecin major. Incapable de se faire comprendre il aurait été renvoyé dans son régiment. N'ayant pu le retrouver, il combattit avec le premier régiment qu'il rencontra.

### L'instruction par le Ministère de la Guerre
Le Ministère de la Guerre instruit le dossier et ordonne que le témoin cité, Ange Dominique Casanova, soit entendu. Ce dernier est interrogé par les gendarmes le 23 septembre 1926. Il déclare bien connaitre Gabrielli car il est originaire du même village. Il confirme qu'il était pauvre d'esprit, illettré et qu'il ne comprenait pas un mot de français. Par contre il dit ne l'avoir jamais revu après que celui-ci a été incorporé au 140e RI. Les informations dont il dispose relèvent d’une rencontre fortuite. En août ou septembre 1915, allant en permission, il rencontre à Marseille un soldat nommé Giudicelli qui porte l’écusson du 140e RI. Il lui demande alors s’il ne connait pas Joseph Gabrielli. Le soldat lui répond qu’il le connait très bien et lui relate que « Gabrielli, malade, s’était présenté à la visite un matin alors que le régiment devait attaquer. Comme à l’ordinaire, c’est-à-dire pauvre d’esprit et illettré, il ne put se faire comprendre, si bien que le major lui enjoignit de rejoindre son régiment et ne le reconnût pas malade. N’ayant pu le retrouver il combattit avec une autre formation qu’il rencontra. Quelques jours après, ayant retrouvé son régiment, il fut déféré au Conseil de Guerre pour abandon de poste, condamné à mort et aussitôt passé par les armes. »
Casanova ajoute qu’il ne connait pas le soldat qui lui a relaté les faits, qu’il ne l’a jamais revu et qu’il ignore ce qu’il est devenu. Il lui a toutefois déclaré être originaire de Moïta en Corse.
Le Commissaire du Gouvernement entame des démarches pour retrouver Giudicelli. Le bureau de recrutement d’Ajaccio identifie huit soldats portant ce patronyme et ayant appartenu au 140e RI, mais aucun originaire de Moïta. Il précise qu’il est inutile de chercher à joindre l’un d’entre eux, François Giudicelli, car il a également été fusillé le 20 juin 1915.
Les autres Giudicelli sont retrouvés, sauf un qui fait l’objet d’une interdiction de séjour en Corse et un autre en partance pour l’Afrique. Trois déclarent n’avoir jamais rencontré Casanova et n’avoir entendu parler que par oui dire de l’affaire Gabrielli. Deux d’entre eux livrent des éléments concernant l’affaire :
Étienne Giudicelli résidant à Mézières (Ardennes) déclare qu’il se peut que ce soit lui qui ait parlé à Casanova. Il ne sait plus où ni dans quelles circonstances. Lors de l’affaire Gabrielli il se trouvait dans une ambulance du front. Il ne l’a apprise qu’à son retour au régiment par un soldat qui avait assisté à son exécution. Il ajoute qu’il « connaissait Gabrielli pour être négligent et timoré ».  Il ne peut rien dire de plus, « ses souvenirs n’étant plus très précis » et conclut en déclarant « de plus, Gabrielli n’appartenait pas à ma compagnie ».
Joseph Marie Giudicelli facteur des Postes à Palasca (Corse) déclare qu’il n’était pas en permission ni de passage à Marseille dans le courant de l’année 1915. Il a été blessé le 9 juin 1915 et hospitalisé à Nantes jusqu’en avril 1916, date à laquelle il est passé à Marseille pour se rendre en Corse. À cette date, se trouvant au Parc Américain, n’ayant ni insigne ni écusson sur sa tenue, un soldat inconnu lui a demandé à quel régiment il appartenait. Lui ayant répondu le 140e RI, le soldat lui dit alors qu’il a un frère dans ce régiment. Il lui demande son nom : Gabrielli. Il lui dit alors qu’il l’a très bien connu et qu’il avait entendu dire qu’il avait été fusillé. C’est toute la conversation qu’il a eue avec ce soldat.
Sur la base de ces témoignages et du dossier du Conseil de Guerre Spécial, le Chef de Bataillon Desoches, Commissaire du Gouvernement, rédige un rapport. Il réfute les arguments avancés dans la requête en révision en mettant en avant les éléments suivants :
- Aucun des témoins interrogés ne mentionne le fait que Gabrielli aurait combattu avec une autre unité que la sienne. L’examen de la procédure ne permet pas davantage d’admettre cette opinion : Gabrielli a été trouvé en arrière des lignes sans son fusil. De plus, dans aucun de ses interrogatoires, Gabrielli n’a fait mention de sa présence dans une autre unité. Selon lui cette version n’est donc pas crédible.
- Gabrielli a cherché à se défendre, d’abord en invoquant la perte de sa compagnie au cours d’une attaque de nuit, puis en prétextant une commotion provoquée par un éclatement d’obus. En outre, il a cherché dans ses réponses à diminuer la durée de son absence. Malgré son esprit simple reconnu par les témoins, il dispose donc d’un sens assez avisé de ce qui peut le servir ou le desservir.
- Rien dans le dossier ou dans le jugement ne permet de supposer que Gabrielli n’ait pas été compris de ses juges.
- Bien que plusieurs témoins soient d’accord pour présenter le condamné comme un homme d’intelligence très bornée, il n’apparait nullement que ses moyens aient été abolis au point de supprimer sa responsabilité au sens de l’article 64 du Code Pénal.

Dans son rapport daté du 19 février 1927 il demande donc le rejet de la demande en révision.

### Le supplément d’information
Le 7 mai 1927 le Procureur Général auprès de la Cour d’Appel de Rennes ordonne un supplément d’information. Louis Cathala, Conseiller auprès de ladite cour, est commis pour procéder à tout acte d’instruction sur la demande de révision. Il va alors chercher à interroger tous les protagonistes de l’affaire. À cet effet il lance des commissions rogatoires pour recueillir leurs dépositions.
Toutefois, des témoins importants sont morts à cette date. C’est notamment le cas de :
- Auguste Edouard Poussel qui présidait le Conseil de Guerre,
- Léon Brun, juge au Conseil de Guerre,
- Ferdinand Chantelat, le lieutenant à qui on a remis Gabrielli après son arrestation,
- René Desvignes, l’Aspirant du Génie qui a découvert Gabrielli à Colincamps,
- Ferdinand Vidon, commandant la 6e compagnie à laquelle appartenant Gabrielli,
- Édouard Marius Velay, chef de section de Gabrielli. En fait le chef de section à la date du 8 juin était le Sous-Lieutenant Bourdis. Le sergent Velay l’a remplacé le 12 juin après qu’il a été blessé. Bourdis ne sera pas recherché.
- Henri Bonthoux, le caporal d’escouade de Gabrielli
- Armand Caillol, le Médecin Major qui aurait pu examiner Gabrielli le 8 juin. En réalité le médecin du 2e bataillon était le Major Girard. Il ne sera pas recherché.

Le Maréchal des Logis Gauthier, greffier au Conseil de Guerre, ne sera pas recherché. On ne pourra pas identifier les « militaires de la compagnie faisant le service de ravitaillement qui ont attesté avoir vu le soldat Gabrielli au poste de secours du bataillon ».

### Les auditions des témoins

#### Étienne Giudicelli
Lors de sa nouvelle audition il livre des déclarations nettement plus précises mais qui diffèrent sensiblement de celles qu’il a effectuées quelques mois plus tôt. Il confirme qu’en août ou septembre 1915 il a rencontré à Marseille un militaire corse qui devait appartenir à son régiment et qui lui apprit que Gabrielli avait été fusillé. Alors qu’il semblait à peine se souvenir de Gabrielli qui n’appartenait pas à sa compagnie mais qu’il « connaissait pour être négligent et timoré », il dit maintenant très bien se souvenir de lui. Il déclare qu’ils se sont connus au moment de la mobilisation générale et qu’ils ont tous deux été affectés à la 6e Compagnie. Il relate : « au début de juin 1915 nous nous trouvions en première ligne dans le Pas de Calais. Je me rappelle bien qu’à ce moment et pendant quatre ou cinq jours, Gabrielli se plaignit d’être indisposé et il m’apparut effectivement très malade. Il n’était plus dans la tranchée le 8 juin au moment où nous sommes partis à l’attaque et je ne puis me souvenir si ce jour-là ou les jours précédents il est allé à la visite du Médecin Major. Je ne sais pas non plus s’il a combattu avec une autre formation. En effet, ayant été commotionné par éclatement d’obus lors de l’attaque du 8 juin, je fus évacué vers l’arrière et envoyé en permission par la suite ». Il parle de « fraternité d’armes de huit mois » entre Gabrielli et lui. Il le décrit comme « un excellent garçon, un peu simple d’esprit, qui avait cependant conscience de ses devoirs et de ses obligations ». Il insiste sur le fait que c’était un bon soldat, courageux et obéissant : « Il suffisait de lui dire « qu’il se mette là » ou « qu’il fasse ça » pour qu’il s’exécute immédiatement, même si la mission était périlleuse ». Il confirme que Gabrielli « s’exprimait difficilement en Français et le comprenait de même laborieusement ».

#### Ange Dominique Casanova
Interrogé à nouveau, il maintient sa déclaration précédente. Il confirme qu’il a rencontré à Marseille (il précise cette fois « au Fort Saint Jean ») un soldat portant l’écusson de 140e RI qui lui a dit se nommer Giudicelli et être originaire de Moïta. Il ne reconnait toutefois pas Étienne Giudicelli sur les photos que lui montrent les autorités.

#### Les gendarmes Émile Vrignon et Jean-Baptiste Nozay
Ils ont interrogé Gabrielli lors de son arrestation mais ne se souviennent pas de lui. Ils soulignent qu’à cette époque ils procédaient à de très nombreuses arrestations de fuyards et de déserteurs et que, en raison des circonstances du moment, « l’interrogatoire a dû être assez court et rapide ».

#### Le Capitaine Flavien Pierre Reynard
Il déclare qu’en juin 1915 il était Lieutenant Officier des détails du régiment. Le 13 juin il se trouvait au bivouac avec le premier échelon du train de combat à la lisière est du village de Bertrancourt. Il ne se souvient pas très bien du soldat Gabrielli qui « n’a fait que passer, comme beaucoup d’autres », à son poste de combat. Il se rappelle que Gabrielli lui a été remis par des gendarmes et qu’il l’a confié au sergent Pêcheur avec mission de le conduire au PC du colonel à Hébuterne. Il ne peut porter une appréciation quelconque sur le soldat Gabrielli.

#### Xavier Pêcheur
Il confirme qu’en juin 1915 il était sergent affecté au train de combat du 2e bataillon du 140e RI. Il se souvient que lors de l’attaque des 7, 8 et 9 juin le Lieutenant Reynard lui a remis un soldat du 140e RI pour le conduire au Sous-Lieutenant Chantelat à Hébuterne. Celui-ci ne s’y trouvant pas il l’a remis à deux sapeurs du régiment. « Il paraissait très embêté, pas méchant et sans défense. Il m’a seulement dit en cours de route qu’il allait être fusillé. Je lui ai demandé pourquoi et il m’a répondu qu’il s’était caché dans une cave parce qu’il avait peur des obus. Il ne m’a pas dit qu’il était allé voir le médecin major ni qu’il n’avait pas été reconnu malade. Il ne m’a pas dit non plus qu’entre le 8 et le 13 juin il avait combattu avec une autre formation. Ce soldat m’a paru très abattu, un peu démoralisé mais non malade. Il ne s’exprimait pas très bien en français mais comprenait assez bien ce qu’on lui disait ».

#### François Baffert
Il était chargé de l’accusation lors du Conseil de Guerre Spécial. Il prévient qu’il lui sera difficile d’être précis sur des faits qui se sont déroulés il y a plus de douze ans. Il se souvient toutefois qu’au cours de son interrogatoire du 14 juin 1915 Gabrielli ne lui a fait aucune déclaration soit à sa visite du Médecin Major avant son abandon de poste, soit au fait d’avoir combattu avec une autre unité à l’issue de sa visite médicale. « Tout en donnant l’impression d’être inquiet, accablé par les graves conséquences de sa faute, le soldat Gabrielli comprenait et s’exprimait suffisamment en Français pour pouvoir répondre, sans intervention d’un interprète, aux différentes questions posées ».

#### Pierre Domnèche,
Soldat dans la même section que Gabrielli, il livre un témoignage important pour la compréhension des évènements : « J’ai connu Gabrielli dans le courant de décembre 1914 à Rosières (Somme). Dans le courant de juin 1915 à Hébuterne en tranchée de réserve, alors que nous nous rendions vers les premières lignes, un obus est tombé derrière moi. Je me suis retourné, j’ai vu Gabrielli debout le visage tout noir. Derrière lui le soldat Mandrin Paul (je crois) était légèrement blessé à la tête. Gabrielli me parut fort commotionné. Tous deux allèrent au poste de secours situé à l’arrière. Je ne revis plus Gabrielli depuis ce moment. Je fis un court séjour en première ligne. Trois ou quatre jours plus tard j’étais appelé comme témoin au Conseil de Guerre Spécial de 140e RI pour le jugement de Gabrielli. Il fut condamné à mort et exécuté. J’ignore si par la suite il a combattu avec une autre formation. Gabrielli m’a paru être un esprit un peu simple, docile et obéissant. Je le croyais plutôt courageux car auparavant je l’ai vu souvent demander à partir en patrouille comme volontaire. Il s’exprimait et comprenait difficilement le Français à mon avis tout personnel, car j’ai eu l’occasion de parler avec lui assez souvent. Il me chargeait de faire sa correspondance. Il était très sobre. Il me paraissait avoir conscience de ses obligations et de ses devoirs. Il m’a semblé qu’au cours du jugement Gabrielli était hébété, ne comprenant pas ce qu’on disait au cours des débats. C’est tout ce que je peux dire ».
Le JMO du 140e RI confirme que le soldat Paul Mandrin a été blessé le 8 juin 1915.

#### Antoine Martin Gabrielli
Il va préciser dans quelles circonstances il a appris la mort de son frère. « C’est moi qui ai eu à Marseille au Parc Américain en 1915 une conversation avec le sieur Giudicelli au sujet de mon frère. J’étais à l’époque caporal au 96e RI en attente de départ pour la Corse, en congé de convalescence à la suite d’une blessure reçue au front. J’étais boiteux et je n’ai guéri de cette blessure que huit mois après. Un jour, alors qu’on faisait l’appel dans une chambrée, un soldat ayant entendu mon nom m’a demandé si je connaissais un soldat du nom de Gabrielli du 140e RI. Je lui ai répondu que c’était mon frère. Il m’a alors dit qu’il avait été fusillé ainsi qu’un autre soldat de Balagne ». Il donne des précisions sur sa famille et sur son frère : « Mon père avait employé Joseph à la garde d’un troupeau de chèvres. Il était illettré et ne comprenait pas le Français. N’ayant jamais quitté le village il était timide, embarrassé ». Il déclare également ne pas connaitre le nommé Casanova.

#### Jean-Pierre Antoniotti
Docteur en médecine à Pietraserena, il confirmera l’illettrisme de Joseph Gabrielli. « Il exerçait la profession de berger et on le voyait rarement au village. Il ne savait ni lire ni écrire. Dès lors il ne savait pas s’exprimer en Français. Au village il était considéré comme débile du point de vue intellectuel et cette impression m’a toujours parue justifiée. De ce fait sa responsabilité me semble atténuée ».

### La révision du jugement
En date du 4 novembre 1927 le Procureur Général près de la Cour d’appel de Rennes, estimant que l’enquête a mis en avant des faits qui n’étaient pas connus du Conseil de Guerre, requiert la révision du jugement. Cette demande est validée par arrêt de la Cour d’appel de Rennes en date du 22 décembre 1927. L’affaire est rejugée en audience publique par Chambre criminelle de la Cour de Cassation de Paris le 6 juillet 1928.

### L'arrêt de la Cour de Cassation
Estimant qu’au cours de l’enquête supplémentaire aucun témoignage n’a été produit de nature à établir que :
- Gabrielli, pauvre d’esprit, était incapable de se faire comprendre en Français par ses juges,
- Qu’il se serait présenté à la visite médicale, n’aurait pu se faire comprendre du médecin, et renvoyé aux tranchées, aurait combattu avec une autre formation.

Par arrêt du 6 juillet 1928, la Chambre criminelle de la Cour de Cassation rejette la demande en révision du jugement rendu le 14 juin 1915.

## Seconde demande de révision du jugement
Le 1er juin 1933 Maître André Berthon, avocat de la famille Gabrielli, dépose une nouvelle demande de révision du jugement en vertu de la loi du 9 mars 1932.
Le 27 juin 1933 le Ministère de la Guerre transmet la requête pour examen à la Cour Spéciale de Justice Militaire. Il précise que les faits ayant motivé la condamnation ont été amnistiés par l’article 6 de la loi du 3 janvier 1925.

## Réhabilitation
L’affaire est rejugée le 4 novembre 1933 par la Cour Spéciale de Justice Militaire de Paris. Elle se compose cette fois, conformément à l’article 2 de la loi du 9 mars 1932, de trois magistrats et de trois anciens combattants.
La Cour reconnait que les faits qui ont motivé l’exécution ne peuvent être discutés dans leur matérialité. Elle souligne toutefois que Gabrielli était un débile intellectuel reconnu par plusieurs témoignages et qu’il avait été fortement commotionné par les bombardements. De ce fait il n’avait pas conscience de ses actes et sa responsabilité pénale était abolie au sens de l’article 64 du Code Pénal. Par ces motifs elle annule le jugement du 14 juin 1915 et déclare Gabrielli acquitté de l’accusation portée contre lui.

## Épilogue
Les documents ne précisent pas le lieu où se sont déroulés le Conseil de Guerre et l’exécution. L’acte de décès rédigé le 11 juillet 1915 indique qu’il est décédé à Colincamps le 14 juin à six heures du matin. C’est contradictoire avec les pièces du dossier du Conseil de Guerre qui placent son exécution le 14 juin à 21 h, immédiatement à l’issue du procès. D’autres documents le déclarent décédé à Hébuterne. Le lieu de sa sépulture demeure inconnu à ce jour.
Le Journal des Marches et Opérations du 140e RI indique que la journée du 14 juin 1915 a été « relativement calme ». Il ne fait aucune mention du Conseil de Guerre qui s’est tenu ce jour-là. Joseph Gabrielli figure sur l’état des pertes comme un des quatre morts de la journée.
Une semaine plus tard un nouveau Conseil de Guerre du 140e RI, composé du même Président et du même Commissaire du Gouvernement, condamnera à mort un autre soldat corse, François Giudicelli.

### Ouvrages
- Le Crapouillot, p. 41-42, 1934.
- Jean-Yves Le Naour, Fusillés : enquête sur les crimes de la justice militaire, Paris, Larousse, 2010, 332 p. (ISBN 978-2-03-585048-5, OCLC 690289564).
- 1338Nicolas Offenstadt, Les fusillés de la Grande Guerre et la mémoire collective : (1914-1999, Paris, Odile Jacob, coll. « Poches Odile Jacob », 2002 (1re éd. 2000), 350 p. (ISBN 978-2-7381-1198-2, OCLC 422314187).
- André Bach, Fusillés pour l'exemple : 1914-1915, Paris, Tallandier, 2003, 617 p. (ISBN 978-2-84734-040-2, OCLC 2847340408).

### Film
- Jackie Poggioli-Ghjenti, Fucilati in prima ligna, film de France 3 Corse, ViaStella, 2011